# 미야케 히데시
미야케 히데시(일본어: 三宅 秀史, 1934년 4월 5일 ~ )는 일본의 전 프로 야구 선수이자 야구 지도자이다. 오카야마현 고지마군 고토우라정(현: 구라시키시) 출신이며 현역 시절 포지션은 내야수였다. 1966년부터 현역에서 은퇴할 때까지는 등록명으로 미야케 노부카즈(三宅 伸和)라는 이름을 사용했으며 은퇴 이후에는 三宅 培司를 사용했다.
경륜 선수인 미야케 신이 조카로 있다.

## 인물
오카야마 현립 난카이 고등학교(현: 오카야마 현립 구라시키와슈 고등학교) 시절에는 3학년인 1952년 하계 고시엔 대회에서는 오카야마 현 예선의 결승전에서 오카야마 히가시 고등학교를 꺾고 우승을 차지했으나 동 주고쿠 대회에서 돗토리현의 돗토리 현립 사카이 고등학교에 패배해 고시엔에 출장하지는 못했다. 고교 시절에는 2루수였다.
고교 동창이자 야구부의 에이스였던 다시로 데루카쓰를 보러온 오사카 타이거스의 스카우트 아오키 이치조의 눈에 띄어 타이거스에 입단하게 되었다. 한편 다시로는 고쿠테쓰 스왈로스에 입단했다.
오사카 타이거스에서는 프로 3년차부터 주전 3루수로 활약하며 빠른 발과 강한 어깨를 지닌 유격수 요시다 요시오와 함께 ‘철벽 3-유간’을 구성하며 당시부터 수비의 명수로 이름을 날렸다. 1957년에는 리그 최다인 31개의 2루타를 날리며 활약했고 같은 해 베스트 나인을 획득했다. 1958년에는 타격에 눈을 떠 타율 2할 6푼 7리, 홈런 21개, 도루 35개를 기록했다. 이후에도 두 자릿수 홈런과 도루를 기록하며 맹활약하지만 3루수 베스트 나인은 나가시마 시게오가 독점했다.
1962년 9월 5일까지 882경기 연속 출장과 700경기 연속 전 이닝 출장(2004년에 가네모토 도모아키가 기록을 경신했으며 한신 구단 등록 선수로서의 기록도 가네모토가 2007년에 경신)의 기록을 보유하고 있었다. 그러나 다음날인 9월 6일에 경기를 앞두고 가와사키 구장에서 연습을 하던 중 고야마 마사아키의 캐치볼의 송구가 야마모토 데쓰야의 미트를 크게 빗겨나가 그 공이 미야케의 왼쪽 눈을 강타했다. 이 사고로 인해 미야케는 안구가 파열되는 중상을 입고 말았다. 따라서 1.5였던 시력이 0.1까지 하락했으며 이것이 선수 생활을 끊기게 하는 원인이 되었다. 이후 눈에 띄는 활약은 없었고 결국 1967년 현역에서 은퇴했다. 은퇴 후에는 친정팀인 한신의 코치를 역임했다.
2004년 8월 1일에 가네모토가 연속 경기 전 이닝 출장의 신기록을 갱신 했을 때 가네모토에게 꽃다발을 증정했다.
《애제의 3루수 미야케 히데시》(히라오카 야스히로 저)에 따르면 히라오카가 야구 인생에서 후회되는 점이 있냐고 물어보자 미야케는 “그게…. 많이 있습니다”라고 대답했다고 한다.
만담가인 쓰키테이 핫포가 한신의 팬이 된 계기는 미야케와의 만남이었다. 쓰키테이가 안과에 입원해 있던 미야케와 만나 사인을 요구하자 미야케는 그의 눈동자를 응시한 채 “야구를 좋아하십니까”라고 말하며 사인을 해주었다고 한다. 또한 오카다 아키노부는 어릴적 미야케와 캐치볼을 했던 경험이 있고 미야케를 동경해 후일 한신에 입단하자 같은 등번호인 16번을 달았다. 이외에도 한신의 팬은 아니지만 탤런트 에이 로쿠스케가 미야케를 좋아하며 미야케와 같은 등번호인 16번의 선수들을 응원하고 있다고 한다.

## 플레이 스타일
3루 수비 실력은 일본 야구계에서도 최상급으로 수비의 명수로 알려져 있었다. 그 플레이는 쉬운 타구를 선방해 보이는 나가시마 시게오에게 어려운 타구를 미야케는 다이빙 캐치 등을 하지 않고 모두 정면에서 잡아냈다고 한다. 기본에 충실한 플레이로 오버스로로 던져 정확하게 송구했으며 강한 어깨를 가지고 있었다. 화려함은 부족했지만 어떤 어려운 타구의 처리라도 파인 플레이로 연결해 신의 조화라고 할 수 있는 수비는 팬은 물론이고 적장인 가와카미 데쓰하루 감독조차 “미야케와 나가시마의 수비는 어른과 어린이 정도로 다르다”라고 말할 정도였다. 같은 시기의 한신의 유격수 요시다 요시오와의 ‘철벽 3-유간’이나 2루수 가마다 미노루까지 가세한 ‘내야 철벽 수비’는 ‘일본 야구계 최고의 수비’라는 평가를 받으며 심지어는 “시합 전의 노크에서도 돈이 잡힌다”라고 할 정도였다(다만 1루수였던 후지모토 가쓰미나 도오이 고로의 수비는 세간의 평가처럼 능숙하다고 말할 수는 없었다). 또한 빠른 발도 가지고 있어 주전으로 정착한 이후부터 캐치볼 사고로 중상을 입었던 1964년까지 매년 두 자릿수 도루를 기록했다. 특히 전 이닝 출장을 기록하고 있던 시기에는 매년 25도루 전후로 기록하기도 했다. 다만 타격은 눈에 띄는 성적을 남기진 못했으나 베스트 나인을 획득한 1957년에는 리그 최다인 31개의 2루타를 날리기도 했다. 타격에 눈을 뜬 1958년 이후부터 1964년까지 매년 두 자릿수 홈런을 기록하기도 했다. 비율은 낮지만 펀치력이 있는 타격으로 고야마 마사아키는 “마음껏 휘두르는 좋은 스윙에서 나오는 날카로운 타구는 일품이었다”라고 말하기도 했다.
상대팀에서 붙인 별명은 ‘고양이’였는데, 이것은 미야케가 주루시에 소리도 내지 않고 전진과 수비에서도 태연하게 파인 플레이를 보여주는 점, 성격이 차분했다는 점에서 붙여졌다.

## 상세 정보

### 출신 학교
- 오카야마 현립 난카이 고등학교(현: 오카야마 현립 구라시키와슈 고등학교)

### 선수 경력
- 오사카 타이거스·한신 타이거스(1953년 ~ 1967년)

### 지도자 경력
- 한신 타이거스 코치(1968년 ~ 1971년)

### 수상·타이틀 경력
- 베스트 나인 : 1회(1957년)

### 개인 기록
- 올스타전 출장 : 4회(1957년 ~ 1960년)
- 통산 1000경기 출장 : 1962년 4월 22일(역대 69번째)

### 등번호
- 38(1953년)
- 16(1954년 ~ 1967년)
- 52(1968년 ~ 1969년)
- 65(1970년)
- 76(1971년)

### 등록명
- 三宅 秀史(1953년 ~ 1965년)
- 三宅 伸和(1966년 ~ 1967년)
- 三宅 培司(1968년 ~ 1971년)

### 연도별 타격 성적
| 연 도       | 소 속       | 경 기 | 타 석 | 타 수 | 득 점 | 안 타 | 2 루 타 | 3 루 타 | 홈 런 | 루 타 | 타 점 | 도 루 | 도 루 자 | 희 생 번 | 희 생 플 | 볼 넷 | 고 4 | 사 구 | 삼 진 | 병 살 타 | 타 율 | 출 루 율 | 장 타 율 | O P S |
| ----------- | ----------- | ----- | ----- | ----- | ----- | ----- | ------- | ------- | ----- | ----- | ----- | ----- | -------- | -------- | -------- | ----- | ---- | ----- | ----- | -------- | ----- | -------- | -------- | ----- |
| 1953년      | 오사카 한신 | 26    | 61    | 58    | 7     | 13    | 2       | 1       | 1     | 20    | 7     | 0     | 0        | 0        | --       | 3     | --   | 0     | 7     | 2        | .224  | .262     | .345     | .607  |
| 1954년      | 오사카 한신 | 58    | 93    | 84    | 12    | 18    | 3       | 2       | 3     | 34    | 6     | 2     | 1        | 1        | 0        | 7     | --   | 1     | 18    | 3        | .214  | .283     | .405     | .687  |
| 1955년      | 오사카 한신 | 126   | 409   | 385   | 34    | 95    | 11      | 5       | 3     | 125   | 24    | 18    | 9        | 3        | 1        | 19    | 1    | 1     | 67    | 7        | .247  | .284     | .325     | .609  |
| 1956년      | 오사카 한신 | 128   | 373   | 345   | 31    | 76    | 11      | 6       | 5     | 114   | 16    | 18    | 4        | 5        | 1        | 19    | 0    | 3     | 58    | 5        | .220  | .267     | .330     | .597  |
| 1957년      | 오사카 한신 | 130   | 517   | 460   | 56    | 123   | 31      | 4       | 7     | 183   | 51    | 23    | 8        | 9        | 2        | 45    | 0    | 1     | 62    | 6        | .267  | .334     | .398     | .732  |
| 1958년      | 오사카 한신 | 130   | 565   | 510   | 81    | 137   | 22      | 6       | 21    | 234   | 48    | 35    | 16       | 8        | 1        | 44    | 0    | 2     | 107   | 5        | .269  | .329     | .459     | .788  |
| 1959년      | 오사카 한신 | 130   | 551   | 497   | 62    | 133   | 26      | 6       | 18    | 225   | 63    | 30    | 11       | 4        | 5        | 44    | 3    | 1     | 68    | 12       | .268  | .328     | .453     | .781  |
| 1960년      | 오사카 한신 | 130   | 546   | 480   | 61    | 130   | 29      | 7       | 12    | 209   | 51    | 29    | 13       | 4        | 2        | 57    | 7    | 2     | 69    | 10       | .271  | .351     | .435     | .786  |
| 1961년      | 오사카 한신 | 130   | 545   | 483   | 69    | 132   | 20      | 4       | 15    | 205   | 56    | 23    | 3        | 7        | 2        | 51    | 2    | 2     | 60    | 16       | .273  | .345     | .424     | .770  |
| 1962년      | 오사카 한신 | 114   | 474   | 427   | 54    | 99    | 22      | 2       | 11    | 158   | 35    | 14    | 8        | 4        | 2        | 39    | 0    | 2     | 64    | 11       | .232  | .299     | .370     | .669  |
| 1963년      | 오사카 한신 | 24    | 50    | 48    | 4     | 9     | 2       | 1       | 1     | 16    | 5     | 1     | 0        | 0        | 0        | 2     | 0    | 0     | 15    | 2        | .188  | .220     | .333     | .553  |
| 1964년      | 오사카 한신 | 35    | 72    | 65    | 11    | 12    | 2       | 0       | 3     | 23    | 12    | 1     | 1        | 1        | 1        | 5     | 0    | 0     | 8     | 5        | .185  | .243     | .354     | .597  |
| 1965년      | 오사카 한신 | 32    | 30    | 28    | 5     | 2     | 0       | 0       | 0     | 2     | 0     | 4     | 4        | 0        | 0        | 2     | 0    | 0     | 7     | 0        | .071  | .133     | .071     | .205  |
| 1966년      | 오사카 한신 | 25    | 25    | 24    | 1     | 4     | 1       | 0       | 0     | 5     | 2     | 1     | 0        | 0        | 0        | 0     | 0    | 1     | 4     | 1        | .167  | .200     | .208     | .408  |
| 1967년      | 오사카 한신 | 1     | 0     | 0     | 0     | 0     | 0       | 0       | 0     | 0     | 0     | 0     | 0        | 0        | 0        | 0     | 0    | 0     | 0     | 0        | ----  | ----     | ----     | ----  |
| 통산 : 15년 | 통산 : 15년 | 1219  | 4311  | 3894  | 488   | 983   | 182     | 44      | 100   | 1553  | 376   | 199   | 78       | 46       | 17       | 337   | 13   | 16    | 614   | 85       | .252  | .315     | .399     | .713  |

- 굵은 글씨는 시즌 최고 성적.
- 오사카(오사카 타이거스)는 1961년에 한신(한신 타이거스)으로 구단명을 변경.